# Argia oenea
Argia oenea es un caballito del diablo de la familia de los caballitos de alas angostas (Coenagrionidae). Gracias a su llamativa coloración, que incluye ojos de color rojo intenso, es una de las especies más fácilmente reconocibles del género Argia. La palabra oenea proviene del griego oinos que significa “vino”.

## Nombre común
- Español: caballito del diablo

## Clasificación y descripción de la especie
Argia es el género con mayor número de especies en América, pertenece a la familia de los caballitos de alas angostas. A. oenea fue originalmente descrita con ejemplares provenientes de Córdoba (Veracruz) y Tampico (Tamaulipas), en México. Tiene ojos color rojo y el dorso del  tórax con colores cobre metálico hasta café obscuro metálico. La coloración clara del tórax y abdomen es azul o azul violáceo. Los segmentos del abdomen 3-6 tienen marcas negras en el 50% apical, el segmento 7 es casi completamente negro con excepción de un anillo claro basal, los segmentos 8-10 son claros con líneas negras lateroventrales.

## Distribución de la especie
Se halla en Arizona en E.U.A., México, y Centroamérica hasta Panamá.

## Ambiente terrestre
Arroyos y ríos abiertos.

## Estado de conservación
No se considera dentro de ninguna categoría de riesgo.